# Humlelik pälsblomfluga
Humlelik pälsblomfluga (Criorhina ranunculi) är en humlelik blomfluga som tillhör släktet pälsblomflugor.

## Kännetecken
Humlelik pälsblomfluga är en stor humlelik blomfluga med en längd på mellan 14 och 18 millimeter. Den är mycket lik en stenhumla både till utseende och beteende. Bakkroppens spets har orange eller ibland vit behåring. Resten av kroppen har svart behåring. Hanen har en mer långsmal kroppsform än honan. Antennerna har naket antennborst vilket skiljer arten från humleblomflugan. Hanens baklår är kraftigt förtjockade. Vingarna har tydlig vingfläck.

## Levnadssätt
Humlelik pälsblomfluga lever i områden med tillgång till äldre multnande lövträd av framför allt asp, björk, bok och ek. Den flyger från april till juli och kan då ses på blommande buskar och träd av olika slag, till exempel sälg, slån och hagtorn. Larven lever i multnande ved, gärna rötter och stubbar.

## Utbredning
Humlelik pälsblomfluga ansågs vara utdöd i Sverige mellan 1940 och 1990. Från och med 90-talet har den påträffats igen, först i Mälardalen men numera i en stor del av Götaland och Svealand. Den har förmodligen gynnats av att bestånden med gamla aspar har ökat på igenväxande ängsmarker. Den finns även i södra Norge. Den har lokala förekomster i de flesta Europeiska länder men har försvunnit från många områden.